# Слепни
Слепни́ (лат. Tabanidae), ед. ч. слепе́нь — семейство двукрылых из подотряда короткоусых.
В мировой фауне известно около 4400 видов, которые объединяют примерно в 135—160 родов. На территории России обнаружено 176 видов. Слепни населяют все континенты, кроме Антарктиды, а также отсутствуют на Гавайях, в Исландии, Гренландии. Самым высоким видовым разнообразием обладает Неотропическая область, где известно 1217 видов. Максимальное разнообразие слепней отмечено в тропических областях, но богатую фауну могут иметь и влажные умеренные регионы. Многие виды слепней привязаны к определённым ландшафтным и климатическим зонам. В горах граница распространения доходит почти до кромки вечных снегов.
Слепни появились, вероятно, около 160 миллионов лет назад. В ископаемом состоянии известны с нижнего мела. Однако некоторые роды кровососущих слепней эволюционировали за последние 20 миллионов лет.
Размеры тела имаго составляют от 6 до 30 мм. Окраска тела варьируется, обычно бурая, серая или жёлтая. У самок глаза разделены лбом. У самцов глаза обычно сближены или соприкасаются, верхние фасетки крупнее, чем нижние. Крылья прозрачные, с тёмными пятнами и перевязями, или сетчатым мраморным рисунком. Яйца у слепней удлинённые, серые, бурые или чёрные. В кладке яйца могут располагаться пирамидкой, веером, каплей или отдельными полосками. В одной кладке может быть до 600 яиц. Тело личинок имеет веретеновидную (подсемейства Tabaninae и Chrysopinae) или грушевидную (подсемейство Pangoniinae) форму. Окраска обычно белая, реже тёмных тонов — бурая, коричневая или тёмно-зелёная. Куколки длиной от 9 до 35 мм, коричневые, слегка напоминают куколку бабочки.
Половозрелые самки многих видов — компонент гнуса. Являются переносчиками ряда гельминтов (лоаоз), вирусов (клещевой энцефалит), бактерий (боррелиоз, туляремия, сибирская язва) и простейших (трипаносомозы), способных вызывать заболевания у людей, диких и домашних животных.
Помимо питания кровью позвоночных (преимущественно копытных) самки потребляют жидкие выделения растений или падь. Самцы питаются преимущественно нектаром цветков и падью. Взрослые слепни активны преимущественно днём в тёплое, солнечное время. В тропических широтах отмечена ночная активность. Личинки развиваются в водной, полуводной или почвенной среде. По характеру питания являются хищниками или сапрофагами. Продолжительность развития личинок может варьироваться от 1 года до 6,5 лет.
Число хромосом в кариотипе слепней варьируется от 4 до 13 пар.

## Этимология
Слово «слепень» является исконно русским, производным от прилагательного «слепой». Дано из-за того, что насекомое в процессе кровососания теряет способность видеть, и его можно снять, не потревожив. Римский писатель Плиний Младший словом «tabanus» назвал больших кусающих мух. В дальнейшем это слово было использовано для обозначения рода самых крупных слепней.

## Внешнее строение имаго
Коренастые мухи средних или крупных размеров. В фауне Палеарктики самым мелким слепнём считают Haematopota koryoensis (6 мм), самым крупным — Tabanus chrysurus (30 мм). Окраска тела бурая, серая или жёлтая. У слепней наблюдается половой диморфизм, позволяющий по внешнему виду отличить самку от самца. У самцов более развито опушение глаз, а верхние фасетки крупнее нижних (у самок они одинакового размера). У самок глаза разделяются лобной полоской, у самцов расстояния между глазами почти не заметно. Брюшко самцов заострено на конце.

### Голова
Большую часть головы занимают фасеточные глаза. На глазах у живых экземпляров заметен рисунок из полос и пятен различного цвета; у сухих мёртвых экземпляров они становятся одноцветно тёмными. Глаза покрыты короткими волосками или голые. У представителей подсемейства Chrysopinae на темени расположены три простых глазка, у других групп они полностью редуцированы (Tabanus, Haematopota), или на этом месте остаётся только глазковый бугорок (Hybomitra). У самок между глазами располагается широкая матовая лобная полоска (дихоптическое расположение глаз), на которой расположены блестящие нижняя и верхняя лобные мозоли. У самцов глаза соединяются (голоптическое расположение глаз). У живых особей многих видов, особенно у Chrysops и Haematopota, глаза блестяще окрашены, часто с характерным узором, который обычно исчезает после смерти.
Ниже лобной полоски находится лобный треугольник. Под ним крепятся усики, состоящие из трёх члеников. В месте прикрепления усиков располагается усиковая ямка. Два первых членика усиков имеют цилиндрическую или бочонковидную форму. Третий членик усиков может быть поделён на вторичные сегменты. Число вторичных сегментов у Pangoninae — 8. У Chrysopinae и многих Tabaninae четыре базальных сегмента срастаются, образуя площадку. Площадка у Tabaninae сплюснута и образует в верхней части дорсальный угол. У Heptatoma усики шнуровидные. Под усиками располагается лицо, состоящее из наличника и щёк. На лице у Chrysops, Pangonius и Silvius имеются блестящие лицевые мозоли. Ротовые органы самок колюще-режущего типа. Нижняя губа (хоботок) с широкими лопастями имеет жёлоб, внутри которого заключён твёрдый и острый колющие-режущий аппарат. Он состоит из верхней губы (лабрум), которая используется для прокола кожи и принятия крови, жвал, максилл и подглоточника. При погружении лабрума в кожу жвалы и максиллы начинают активно двигаться, разрезая кровеносные сосуды жертвы. Нижняя губа принимает участие только в слизывании растительных соков и воды. От основания хоботка отходят ясные двучлениковые щупики со вздутым концевым члеником. У многих видов подсемейства Pangoniinae хоботок очень длинный.

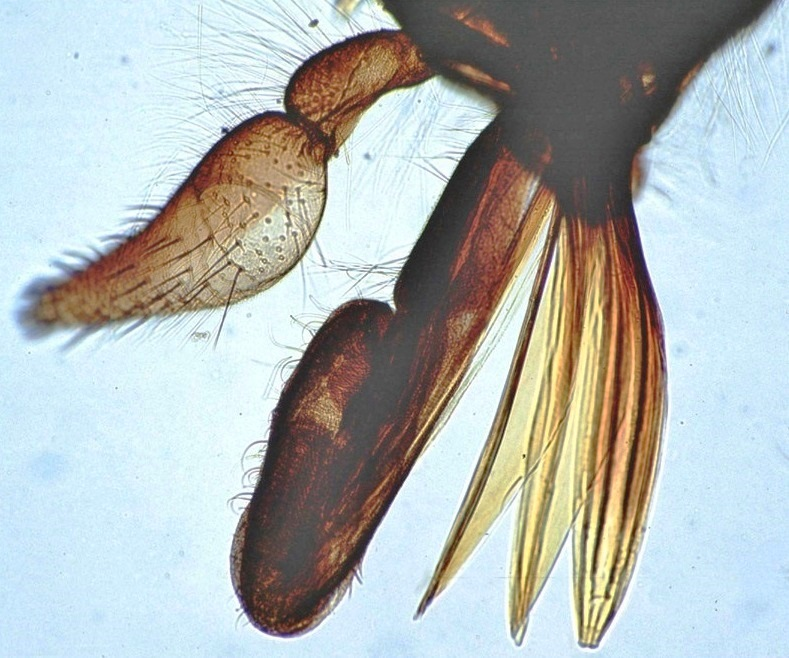
Ротовой аппарат самки слепня
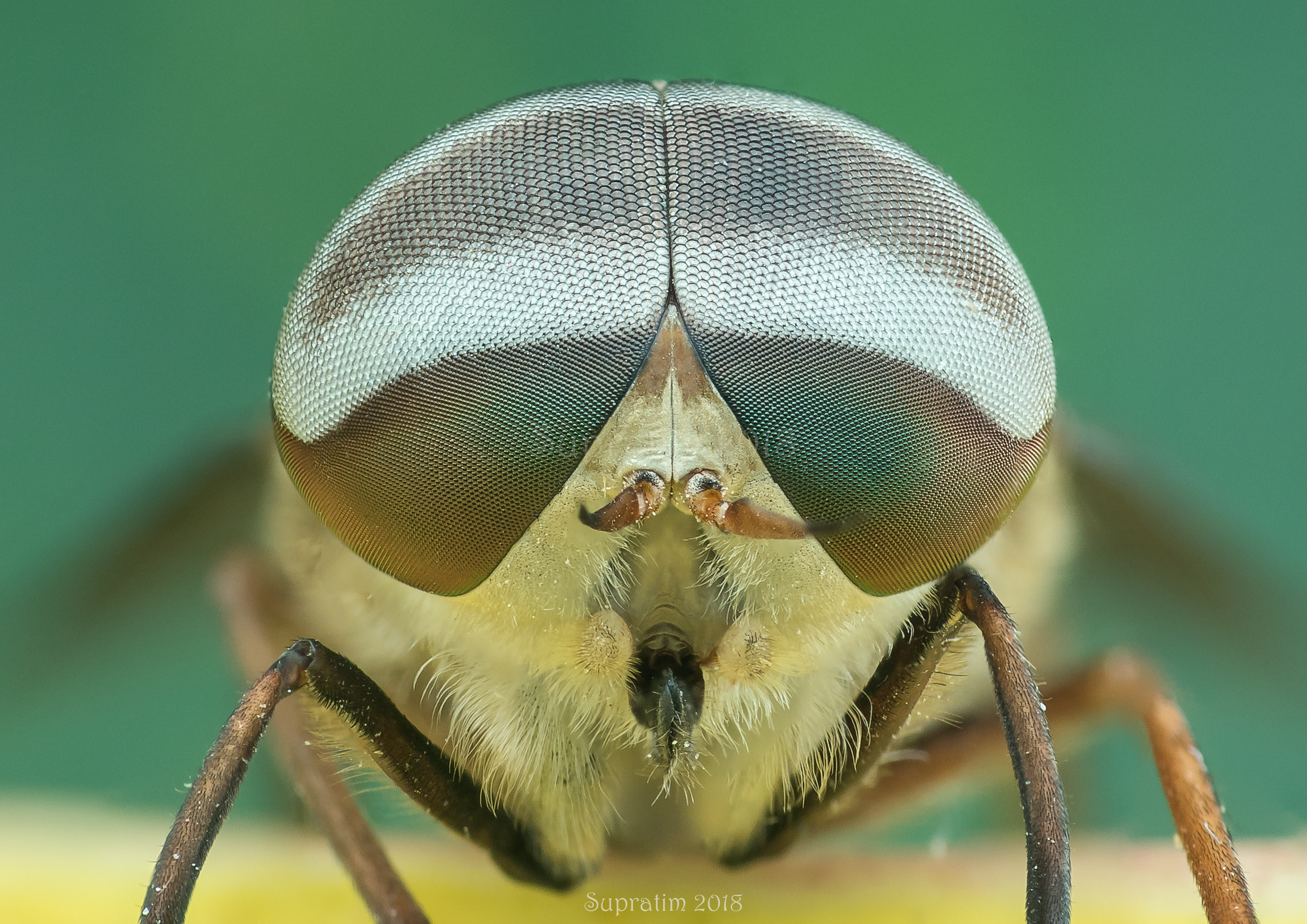
Голова самца Tabanus striatus
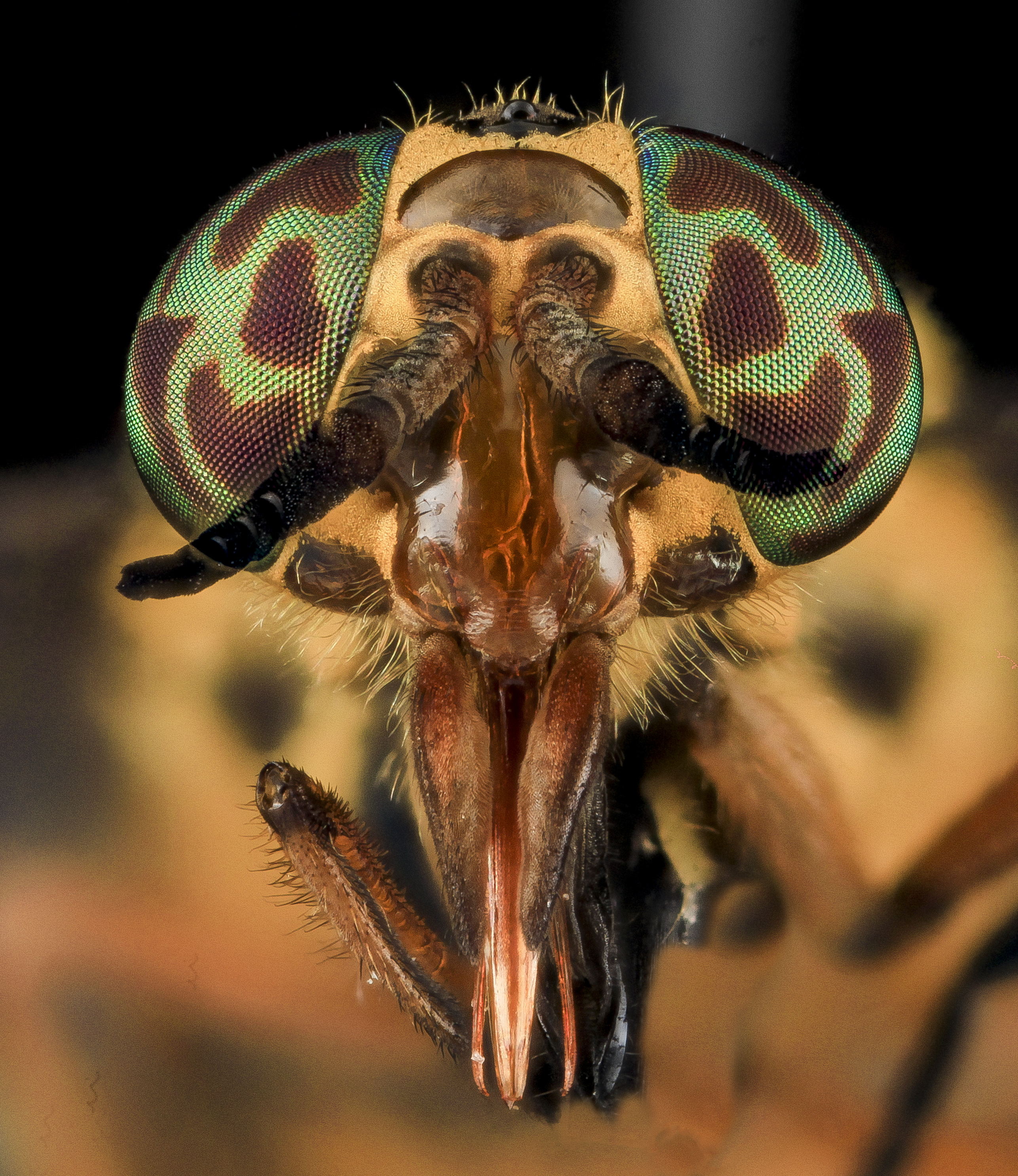
Голова самки рода Chrysops

### Грудь
Грудной отдел состоит из трёх сегментов: переднегруди, среднегруди и заднегруди. Верхняя часть груди называется спинкой, а боковые — бочка́ми. Среднегрудь увеличена, в её пределах располагаются крыловые мышцы. Кутикула каждого из грудных сегментов делится на несколько склеритов. Поверхность груди покрыта волосками, на бочках они обычно длиннее, чем на спинке. Диагностическое значение имеют различия между покровами и цветом волосков на некоторых из этих склеритов. Передние углы переднеспинки, отграниченные от неё бороздками, называются плечевыми бугорками. Перед основанием крыльев на бочках груди располагаются нотоплевры. Наиболее крупный боковой склерит среднегруди называется мезоплеврой. На боках переднегруди (под плечевыми бугорками) и заднегруди (под жужжальцами) располагаются дыхальца. Передние углы спинки образуют плечевые бугорки. Позади груди располагается треугольный щиток.

### Крылья
У слепней имеется одна пара хорошо развитых широких крыльев, прикреплённых к среднегруди. Перед местом крепления крыльев расположены обособленные склериты — нотоплевры. Обычно крылья прозрачные, но могут быть с затемнёнными перевязями и пятнами (Chrysops) или сетчатым мраморным рисунком серого цвета (Haematopota). На крыле выделяется сеть продольных и поперечных жилок, которые разделяют крыло на ячейки. Радиальная и медиальная жилки разделяются на четыре ветви каждая (см. схему). Четвёртая радиальная жилка вблизи впадения в пятую радиальную жилку иногда может нести отросток (придаток). Кубитальная жилка вливается в анальную. У основания крыла между костальной и субкостальной жилкой расположена плечевая жилка. Радио-медиальная, медиальная и медио-кубитальная поперечные жилки соединяют соответствующие продольные жилки. Эти жилки ограничивают расположенные снаружи от них радиальные и заднекрайние ячейки; ближе к основанию крыла от поперечных жилок расположены дискоидальная, передняя и задняя базальные ячейки. Позади крыльев расположены жужжальца, состоящие из стебелька и булавовидной головки. Головка может быть белой, жёлтой или чёрно-коричневой. Жужжальца отходят из заднеспинки и по происхождению являются рудиментами второй пары крыльев.
Продольные жилки

C — костальная 

Sc — субкостальная

R — радиальная

M — медиальная

Cu — кубитальная

A — анальная

Поперечные жилки

h — плечевая

 r-m — радио-медиальная

m-m — медиальная

m-cu — медио-кубитальная

 Ячейки

d — дискоидальная

br — передняя базальная

bm — задняя базальная

r1, r3, r4 и r5 — радиальные ячейки

m1, m2 и m3 — заднекрайние ячейки

### Ноги
Снизу от груди отходит три пары ног, состоящих из тазика, вертлуга, голени и лапки. Лапки 5-члениковые, на последнем членике имеются пара коготков и три присоски — эмподий и парные пульвиллы. На вершине голеней средней и задней пары ног имеется пара крепких щетинок, именуемых шпорами. Вершинные шпоры присутствуют на голенях задних ног у Pangoniinae и Chrysopsinae, но отсутствуют у Tabaninae.

### Брюшко и его придатки
Брюшко обычно широкое и немного сплюснутое сверху вниз. Состоит из семи видимых сегментов и четырёх втянутых внутрь брюшка, несущих половые придатки. Верхнее кутикулярное полукольцо называется тергитом, нижнее — стернитом. Полукольца соединяются мягкой перепонкой, которая растягивается при увеличении брюшка после принятия пищи. Окраска брюшка, как правило, тёмная, у самцов оно обычно темнее, чем у самок. В окраске тела проявляется широтная изменчивость: южные популяции окрашены светлее, чем северные. По бокам тергитов у некоторых видов расположены жёлтые, красновато-жёлтые или коричневые пятна (Hybomitra bimaculata), задний край тергитов может нести кайму (Hybomitra tarandina). Стерниты окрашены светлее тергитов. Рисунок на брюшке может дополняться налётом и волосками.
Конечные сегменты брюшка называются терминалиями, они образуют копулятивный (совокупительный) аппарат. VIII стернит самки называется субгенитальной пластинкой и прикрывает половое отверстие. IX и X тергиты обычно разделены продольно; У Pangoninae IX тергит цельный. IX стернит преобразован в генитальную вилку (фурку). В апикальной части фурки расположены парные клеевые железы, от базальной части отходят три семяпровода, которые, изгибаясь, заканчиваются сперматеками. X и XI сегменты сильно редуцированы. X тергит заканчивается парными церками, прикрывающими анальное отверстие. У самца VIII тергит более узкий. Слившиеся IX и X тергиты у самца называются эпандрием. IX стернит (гоноподит) сильно хитинизирован и несёт пару пальцевидных выростов — гонококситов. На концах гонококситов располагаются гоностили, функцией которых является удержание брюшка самки во время спаривания. В средней части гоноподита расположен фаллус, покрытый хитиновым чехлом — эдеагусом. В брюшке самки имеется особый орган, называемый клеевыми железами. Выводной проток этих желёз открывается в яйцевод. Выделяемое ими клейкое вещество служит для прикрепления яиц к субстрату.

## Преимагинальные стадии

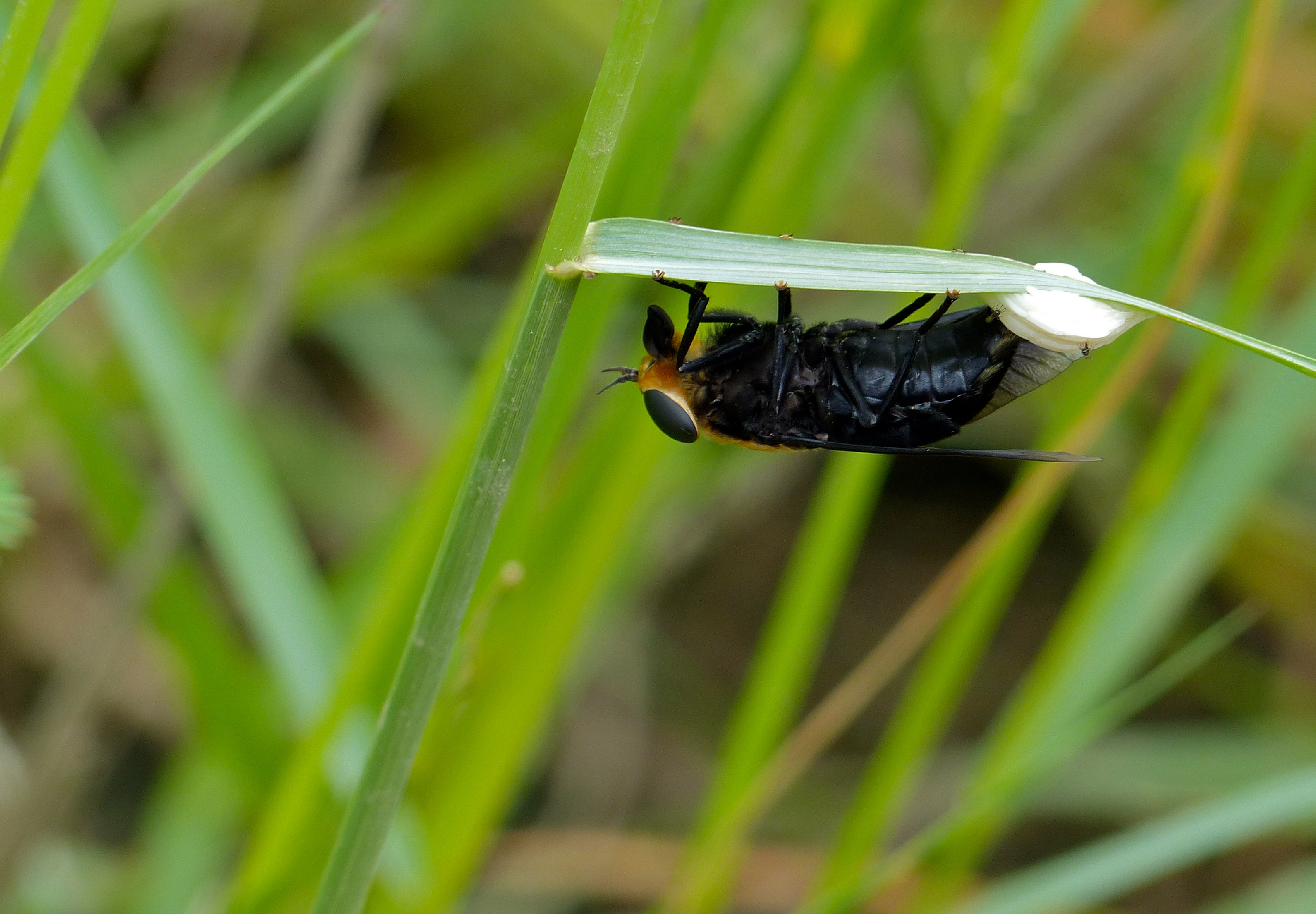
Откладка яиц самкой слепня

### Яйца и яйцекладки
Яйца у слепней удлинённые, серые, бурые или чёрные, длина варьирует от 1,35—1,5 мм (у Chrysops) до 2,4—3,0 мм (у Tabanus и Hybomitra). Окраска яиц может быть молочно-белой (Hybomitra brevis, Hybomitra stigmoptera), серой (Haematopota subcylindrica, Hybomitra lundbecki), блестяще-чёрной (Chrysops divaricatus, Hybomitra bimaculata). Тёмная окраска может быть приспособлением для лучшего поглощения солнечного тепла в условиях высоких широт. Откладка яиц осуществляется самкой кучками, цвет, форма и величина которых специфичны для отдельных видов. Число слоёв в кладке может быть от 1 (Chrysops divaricatus) до 4 (Tabanus maculicornis). В кладке яйца могут располагаться пирамидкой, веером, каплей или отдельными полосками. Длина яйцекладки варьирует от 5—6 мм (у Chrysops pictus, Atylotus miser) до 20—25 мм (Hybomitra muehlfeldi). Число яиц в кладке зависит от видовой принадлежности и физиологического статуса самки и изменяется от 110—120 (Chrysops rufipes) до 415—596 (Hybomitra lundbecki). Слепни откладывают яйца на растения, камни и другие объекты, находящиеся в воде, частично погружённые в воду, реже в наземных местообитаниях. Для откладки яиц самки выбирают затенённые участки и в процессе откладки яиц практически не реагируют на внешние факторы. На плодовитость слепней влияют размер особей, физиологический возраст самок, обеспеченность пищей и генетические особенности видов. Самки североамериканского вида Goniops chrysocoma охраняют яйца в течение нескольких дней, пока из них не вылупятся личинки.

### Личинка

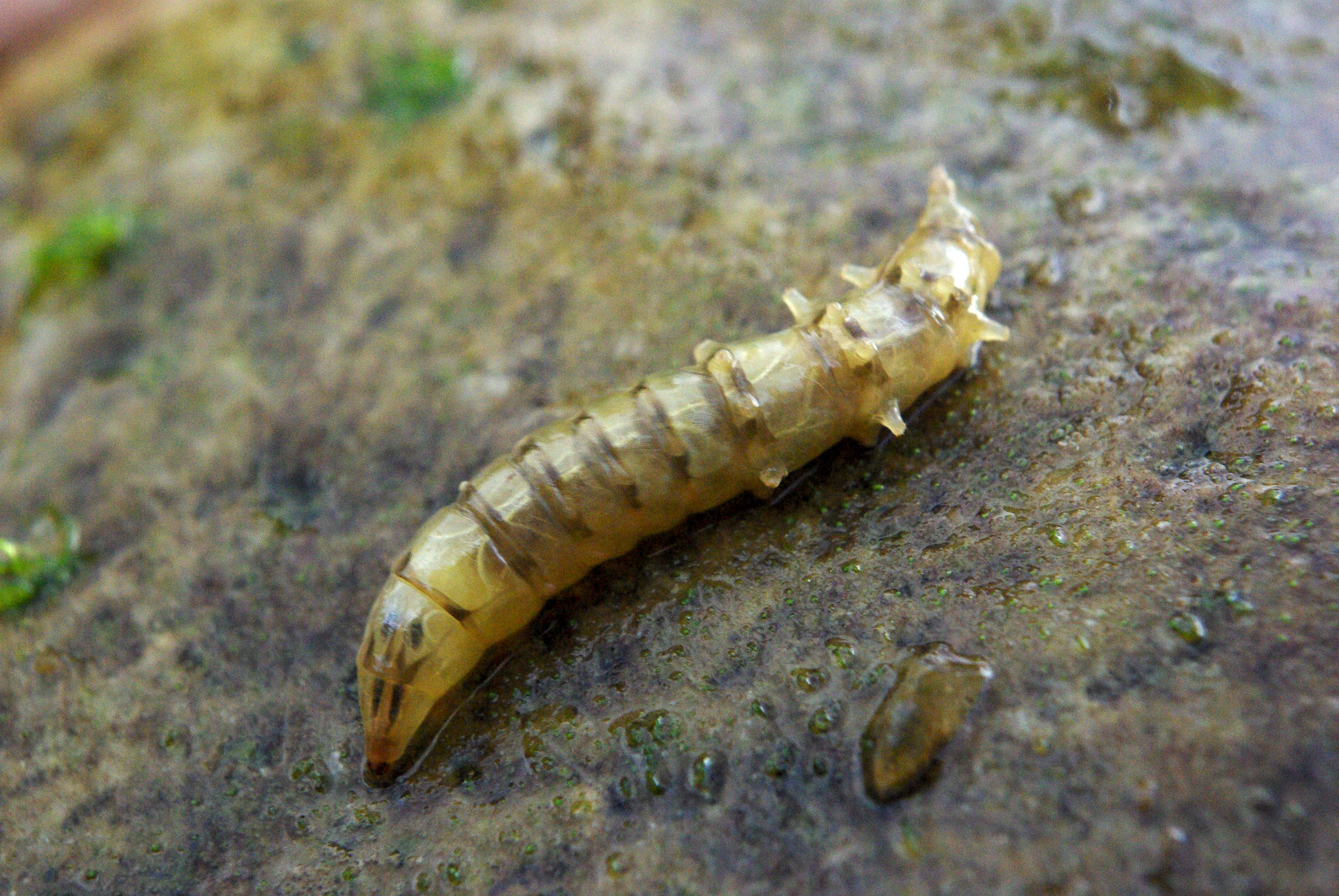
Личинка слепня

Тело личинки слепня имеет веретеновидную (Tabaninae и Chrysopinae) или грушевидную (Pangoniinae) форму, состоит из 11 сегментов: 3 грудных и 8 брюшных. Окраска личинок чаще белая, реже тёмных тонов — бурая, коричневая или тёмно-зелёная. Число линек у слепней может быть от 5 (Chrysops) до 7—10 (Tabanus, Hybomitra). Размеры личинок зависят от возраста и видовой принадлежности. Длина личинок старшего возраста родов Chrysops, Nemorius и Haematopota составляет от 18 до 20 мм при массе около 0,1 г. Самые крупные личинки отмечены у Tabanus sudeticus и Tabanus anthrax — длина до 50 мм при массе более 1,2 г. Голова прогнатическая, способна полностью втягиваться в грудные сегменты. Покрывающая тело кутикула разделяется на хетоидные поля и голые участки, лишённые волосков. Брюшные сегменты, кроме последнего, имеют двигательные бугры. На всех сегментах расположены щетинконосные поры, выполняющие функцию органа осязания. В передней части анального сегмента располагается орган Грабера, обладающий грушевидной формой и прозрачными покровами. Он сокращается одновременно с сокращением сердца. Предположительно орган Грабера выполняет роль органа равновесия. Число телец в органе Грабера используется для определения возраста личинки. У видов рода Chrysops с каждой линькой обычно прибавляется по одной паре телец. На конце анального сегмента находится дыхательная трубка, которая может иметь разную форму и длину. На вершине трубки может быть шип (Chrysops pictus). Трахейная система личинок амфипнейстического типа: дыхальца находятся на первом грудном сегменте и на конце тела. За несколько дней до окукливания у личинок появляются грудные дыхальца.
Личинки слепней являются водными или полуводными обитателями, некоторые виды развиваются в более сухой почве вдали от воды: в лесах, на пастбищах, на склонах холмов и на полях. По характеру питания личинки слепней — хищники или сапрофаги. Личинки ранних возрастов, развивающиеся в переувлажнённой почве богатой гумусом, питаются детритом. Преимущественно детритофагия отмечена для личинок рода Chrysops. Начиная c четвёртого возраста, как правило, становятся хищниками: объектами питания им служат трикладиды, дождевые черви, энхитреиды, моллюски и личинки других насекомых. Личинки родов Hybomitra и Tabanus, развивающиеся в воде, питаются личинками ручейников и комаров-долгоножек. На начальных этапах развития (до 1 или 2 линьки) личинки слепней не питаются, а развиваются за счёт запасов веществ, имеющихся в организме. Продолжительность развития от вылупления до первой линьки занимает от 30 мин до 2 часов. При неблагоприятных условиях развитие может замедлиться. Развитие во втором возрасте длится до 10 дней. На этой стадии личинки плавают у уреза воды по плёнке поверхностного натяжения. Для личинок этого возраста характерен отрицательных фототаксис. Они проникают в прикорневую область растений, в моховый покров или в под кору затопленных стволов деревьев. Для старших возрастных групп личинок характерен каннибализм. В неблагоприятных условиях личинки могут выдерживать длительное голодание и пребывание при низких температурах и содержании кислорода.
По продолжительности развития жизненные циклы слепней разделяют на три группы: 1) поливольтинный — в течение года успевают развиться несколько поколений. Этот тип характерен для слепней в тропических широтах; 2) моновольтинный — в течение года развивается только одно поколение (Chrysops caecutiens); 2) демивольтинный — для развития одного поколения требуется два года (Haematopota pluvialis, Tabanus maculicornis). Некоторые виды могут развиваться более длительное время. До трёх и более лет может длится развитие Hybomitra tarandina, Hybomitra lundbecki, Hybomitra montana. Самый продолжительный срок существования личинок описан для представителей рода Atylotus: в искусственных условиях личинки развивались до 6,5 лет.
Исходя из особенностей строения и образа жизни личинок Римма Васильевна Андреева выделила жизненные формы личинок: гидробионты (реофилы, субреофилы); гемигидробионты и эдафобионты (цеспитобионты и псамобионты). Реофильные личинки обитают в быстротекущих водотоках, тело их стройное, соотношение ширины к длине в среднем составляет 1:9,5. К этой группе относятся: Tabanus cordiger, Tabanus atropatenicus и Tabanus argenteomaculatus. У субреофилов двигательные бугры удлинены, на концевых члениках брюшка сильно развиты дорсовентральные мышцы, соотношение ширины тела к длине — 1:12. К этой группе относятся представители группы Tabanus bromius. Гемигидробионты характеризуются короткими двигательными буграми. Дыхательная трубка удлинена, что является адаптацией к недостатку кислорода. Соотношение ширины и длины тела 1:8,5. К этой группе относятся многие представители родов Chrysops, Atylotus, Tabanus, Hybomitra. К жизненной форме эдафобионтов отнесены виды, слабо связанные с наличием воды. В этой группе выделены подгруппы переходных форм и истинных эдафобионтов. Переходные формы личинок на начальной стадии развиваются в переувлажнённых грунтах вблизи водоёмов, а затем мигрируют в более сухие почвы. К этой группе относятся: Tabanus maculicorins, Tabanus sudeticus и некоторые Therioplectes. Среди истинных эдафобионтов различают цеспитобионтов и псаммобионтов. Цеспитобионты развиваются в плотной дерновине лугов и под пологом леса. Тело у них короткое, соотношение ширины тела к длине — 1:6. Задняя часть тела становится широкоовальной. Дыхательная трубка и двигательные бугры сильно укорачиваются. В эту группу включают: Tabanus bifarius, Tabanus persimilis, Tabanus tergestinus, Hybomitra semipolinosa, Hybomitra hunnorum, Hybomitra turkestanica, Hybomitra sogdiana, все виды Philipomyia и Dasyrhamphis. К псамобионтам относятся виды, адаптированные к жизни в сыпучих субстратах. У видов этой группы сегменты способны телескопически втягиваться. Соотношение ширины тела к длине — 1:10. Примерами представителей этой группы являются: Tabanus accipiter, Tabanus sabuletorum, Tabanus subsabuletorum, Tabanus mistshenkoi, Tabanus baschkenticus и Nanorrhynchus crassinervis. В Северной Америке к этой группе относятся личинки Brennania hera, обитающие в прибрежных песчаных дюнах, и Apatolestes actites, найденные на песчаных океанских пляжах

### Куколка
Куколки слепней обычно коричневые, с видимыми снаружи глазами, ногами и зачатками крыльев, слегка напоминающие куколки бабочек. Длина от 9 до 35 мм. Головной отдел с брюшной стороны имеет форму щита, а спереди трапециевидную форму. На лобной стороне расположены теменные и фронтальные бугры, последние у некоторых видов разделены на внутренние и внешние. По бокам головного расположены покрышки антенн. На брюшной стороне расположены покрышки верхних и нижних челюстей и нижнечелюстных щупалец, а также покрышка хоботка. На каждой стороне головного щита расположены по три глазных щетинки. Грудь отделяется от головы головогрудным швом. Сверху за эти швом находятся среднегрудные дыхальца, окружённые хитиновым ребром (перитремой). С брюшной стороны у личинки выступают покрышки, прикрывающие развивающиеся ноги и крылья. На сегментах брюшка со II по VII расположена однорядная или двурядная бахрома направленных назад шипов. На VIII (анальном) сегменте брюшка расположена розетка с восемью когтеобразными зубцами. В передней части анального сегмента расположены дорсолатеральный и латеральный гребни и вентральная преанальная бахрома (у самцов непрерывная, а у самок разделённая на две группы шипов).
Перед окукливанием почвенные личинки, как правило, ищут более сухую почву. Водные личинки перемещаются на участки на краю прудов или ручьёв выше уровня воды. Окукливание происходит около поверхности почвы, головной конец при этом направляется вверх. Личинки нескольких видов рода Tabanus строят «грязевой цилиндр» над уровнем воды. Для этого они спускаются по спирали вниз на 5—13 см, чтобы очертить периметр цилиндра диаметром от 3 до 9 см, а затем зарываются в центр, образуя куколочный туннель. Это позволяет сохранить структурную целостность туннеля, способствует выходу имаго, а также позволяет перемещаться в более сухие участки при периодических затоплениях. На момент выхода из пупария соотношение полов составляет приблизительно 1:1. Самцы появляются на один или несколько дней раньше самок.

## Особенности биологии и экологии
Для слепней характерна тесная связь с увлажнёнными местообитаниями, поскольку в воде или прибрежных участках водоёмов происходит развитие преимагинальных стадий многих видов . Личинки слепней развиваются в почве и воде. По характеру питания являются хищниками и/или сапрофагами и питаются любыми доступными беспозвоночными подходящего размера, в том числе личинками других слепней, а также детритом или микроорганизмами.

### Продолжительность жизни имаго
Продолжительность жизни самок слепней по лабораторным наблюдениям составляет обычно не более месяца, но известны случаи выживания самок в неволе до 70 дней. Самцы живут, как правило, от 4 до 6 дней. В природных условиях средняя продолжительность жизни самок составляет около 25—35 суток. Продолжительность жизни в искусственных условиях снижается до 18—20 суток. Снижение продолжительности жизни, вероятно, происходит из-за снижения двигательной активности и нарушения биологических ритмов. После выхода из куколки, первое нападение самок для кровососания происходит через 4 или 5 дней. Переваривание пищи происходит в течение 4—7 дней. На поиски нового прокормителя уходит до трёх суток. В условиях эксперимента при питании кровью продолжительность жизни самок увеличивается.

### Суточная активность
Активны днём в тёплое время, в солнечную погоду. Вылет слепней в таёжной зоне начинается около 8 часов утра и заканчивается вечером около 20 часов. На интенсивность лёта оказывают большое влияние погодные условия и интенсивность освещения. Пик численности приходится на самые тёплые часы дня. При облачности, ветре и осадках кривая суточной активности может быть многовершинной. В тундре слепни начинают летать с 7 часов и до полуночи. Единичные слепни могут летать круглые сутки, благодаря высокой освещённости в период полярного дня. Наивысшая активность наблюдается между 11 и 19 часами. Факторами, лимитирующими лёт, являются температура и влажность воздуха. Ночная активность слепней отмечена в тропической Африке и Южной Америке. Из-за энергичной дневной активности слепни быстро теряют влагу, которую им необходимо часто пополнять. Особенно остро недостаток влаги насекомые испытают в солнечную жаркую погоду. В связи с этим на протяжении дня слепни несколько раз прилетают к водоёмам, ударяются с налёта о водную поверхность и улетают, унося на своём теле каплю воды, которая затем всасывается хоботком.
Ни тело, ни крылья слепня не смачиваются водой, поэтому помещённый в воду слепень легко выныривает и взлетает.

### Особенности полёта
Слепни обладают очень быстрым полётом. Максимальная скорость была зафиксирована у вида Hybomitra hinei 145 км/ч, что делает его самым быстрым насекомым в мире. С помощью методов мечения было установлено, что слепни могут разлетаться от места выплода на расстояние до 6,8 км. Целенаправленный полёт к добыче самка начинает с расстояния, не превышающего 100 м. 

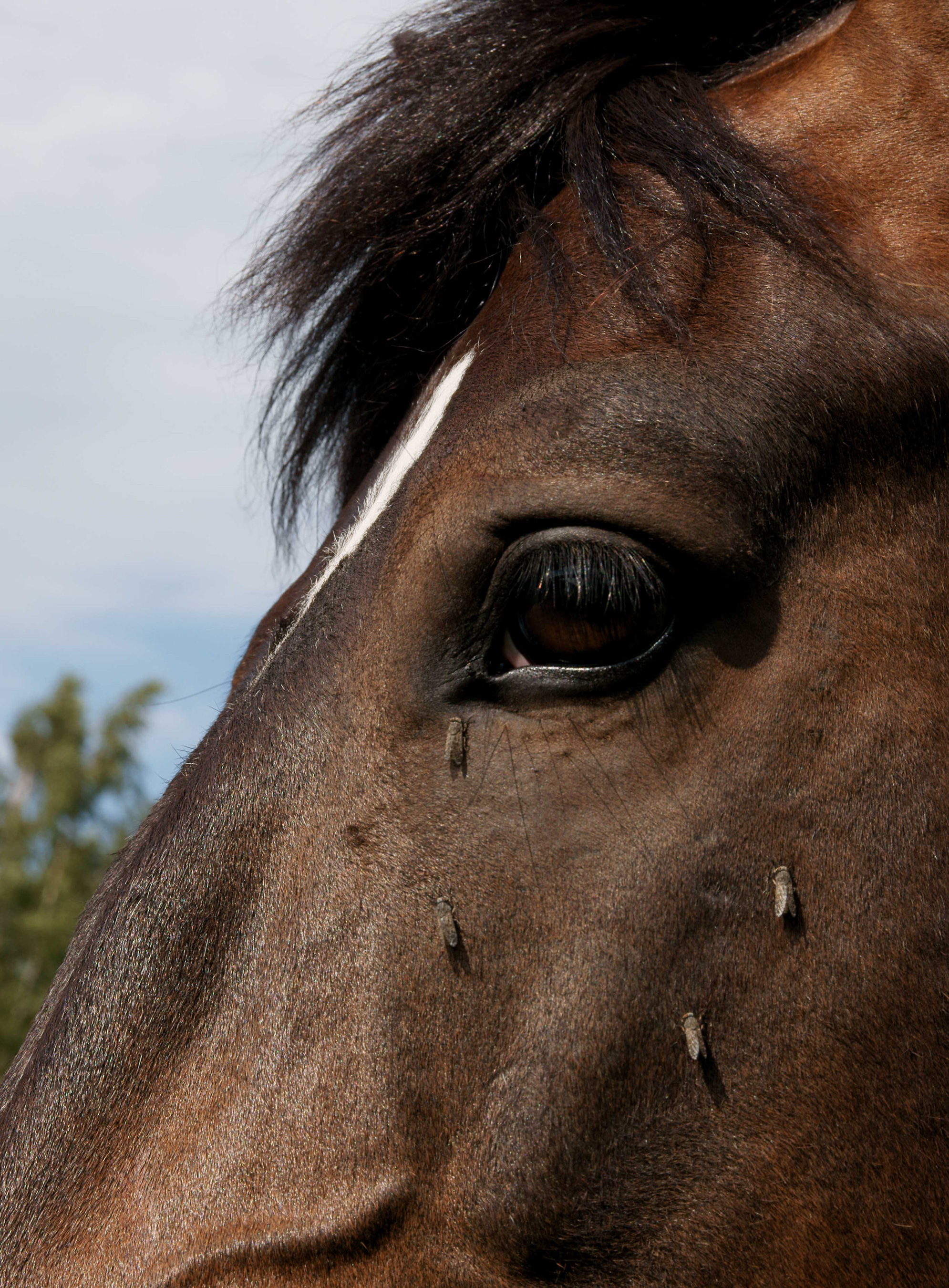
Дождёвки на голове лошади

### Поиск кормовой базы
Питание имаго двойственно: самки большинства видов слепней пьют кровь теплокровных животных: млекопитающих и птиц; в то же время самцы всех без исключения видов слепней питаются нектаром и другими выделениями цветковых растений. Слепни не проявляют специфичности к прокормителю, хотя некоторые виды проявляют определённые пищевые предпочтения. Предпочтительными хозяевами являются представители семейств лошадиные, полорогие, оленевые и верблюдовые. В районах развитого животноводства крупный рогатый скот является основным объектом кровососания слепней. Нападению подвергаются и другие млекопитающие, а также птицы, ящерицы и черепахи. Питание слепней на земноводных не отмечено. Редко наблюдали питание слепней на мёртвых млекопитающих. Отмечено, что представители подсемейства Tabaninae предпочитают более крупных хозяев, чем Chrysopsinae. Люди чаще страдают от различных видов рода Chrysops, чем от более крупных мух из родов Tabanus и Hybomitra. Слепни редко нападают в помещении и, оказавшись в здании, обычно летят к окну.
Виды родов Goniops, Stonemyia, а также все представители подсемейства Scepsidinae, и трибы Mycteromyiini и некоторые виды из других групп кровью не питаются. Самки Philoliche используют свои очень длинные хоботки как для кровососания, так и для питания нектаром, являясь единственными высшими двукрылыми, сочетающими эти две функции в одном органе. По классификации типов паразитизма Ю. С. Балашова, слепни относятся к группе микрохищников. В отличие от других групп они используют хозяина только как источник пищи, а не как среду обитания. Для них характерна слабая пищевая специализация в выборе прокормителей. В период массового лёта на одно животное в течение 15 мин может нападать от 200 до 800 слепней.
После оплодотворения у самок слепней реализуется инстинкт поиска прокормителей. Процесс поиска, по наблюдениям Константина Васильевича Скуфьина, происходит в шесть этапов. На первом этапе происходит разыскивание объекта нападения или подстерегание его. Характер поиска зависит от погодных условий, характера растительности и вида слепня. Слепени рода Tabanus прочёсывают открытые участки местности по ломаной линии полёта на высоте от 2 до 5 м. Подстерегающее поведение характерно для пестряков и дождёвок. Они держатся в кронах и на стволах деревьев. На второй стадии слепень подлетает к объекту нападения, определяет цвет, размер, подвижность прокормителя, при этом наиболее активно задействовано зрение. Наиболее привлекательным объектом для слепней является прокормитель, в окраске которого проявляется градиент светлого (верх тела) и тёмного (низ тела). Движущиеся объекты привлекают самок слепней больше, чем неподвижные. Третья фаза включает полёт вокруг добычи и преследование её. Наиболее крупные виды слепней могут преследовать прокормителя на протяжении 25—30 км. В пределах стада животных максимальное обилие слепней отмечено по периферии и в конце стада. На следующей стадии происходит посадка на тело прокормителя, при этом слепни ориентируются на химические, тактильные и тепловые стимулы. На пятом этапе самка делает короткие перелёты у поверхности тела или переползает для определения безопасного места укуса. Шестая фаза включает непосредственно процесс кровососания. Присасывание происходит после нескольких пробных уколов, осуществляемых с целью определения места наиболее густого расположения кровеносных сосудов. Продолжительность фаз зависит от степени пищевого возбуждения самки слепня и от оборонительных действий прокормителя.
Многие слепни избирательно атакуют определённые области тела своих хозяев. Златоглазики обычно питаются на верхних частях тела, особенно на голове или плечах. Крупные слепни питаются в разных участках в зависимости от вида. Излюбленным местом кормления многих видов на домашнем скоте являются ноги. Выбор места кормления, по-видимому, связано с распределением ресурсов в времени и пространстве, тем самым снижая конкуренцию за прокормителей между видами. Внутривидовая и межвидовая конкуренция слепней за пищу опосредуется защитным поведением прокормителя. Движения животных и структура стада могут существенно зависеть от нападения слепней.

### Физиология пищеварения
Питание самок слепней двойственное. Для текущих энергетических потребностей им нужна углеводная пища, которую они получают, слизывая нектар и падь, а для развития яйцеклеток требуются белки, поступающие с кровью. Самцы питаются только углеводной пищей в виде нектара и пади. Слюнные железы слепней начинают функционировать уже на стадии куколки. При сосании крови слюна выделяется порциями. Процесс высасывания крови самками состоит из двух этапов. На первом этапе самка делает прокол и выделяет в ранку слюну (у Haematopota pluvialis занимает в среднем 4,5 мин). На втором этапе происходит закачивание крови в желудок слепня, на что затрачивается около 6,5 мин. Количество крови, высасываемой самкой за один раз, зависит от размеров слепня и может превышать массу голодного слепня почти в 1,5—2,5 раза. У Hybomitra масса принятой крови составляет 120—165 мг, у Atylotus — 100 мг, у Haematopota — 35—95 мг, а у Chrysops — 40—50 мг. Самки вида Tabanus atratus могут потребить почти 700 мг крови. На процессы развития фолликулов влияет углеводная диета. Если концентрация дисахаридов превышает 3—4 %, а моносахаров 5—7 %, то происходит уменьшение плодовитости и продолжительности жизни самок. Процесс переваривания пищи находится под контролем эндокринной железы Corpus allatum. Эта железа активируется при растяжении кишечника и выделяет гормоны, влияющие на созревание яиц. Важную роль в переваривании крови играет перитрофическая оболочка. Она представляет собой плотную хитиновую трубку, образующуюся из секрета клеток средней кишки. Это образование защищает эпителий от воздействия твёрдых пищевых частиц, блокирует проникновение патогенных микроорганизмов. Начальная стадия переваривания пищи происходит в гипофаринксе, куда выделяются антикоагулирующие вещества, замедляющие свёртывание крови. Попадая в среднюю кишку, пища перемешивается движениями мышц стенок и подвергается воздействию ферментов. У слепней обнаружены протеаза и инвертаза.

### Спаривание
Спаривание слепней происходит в полёте, часто в утренние часы, но никогда не наблюдалось в лабораторных условиях. Большинство наблюдений относятся к отдельным особям или небольшим группам самцов, парящим на высоте до 3 м от земли вдоль лесных дорог, на опушках или над естественными объектами (например, зарослями растений), которые служат ориентирами. Некоторые виды, по-видимому, парят над верхушками деревьев или лесными пологами на высоте 90—100 м над уровнем земли. Самцы других видов, таких как Chrysops fuliginosus и Hybomitra illota, сидят на растениях или других объектах. Самцы обнаруживают и преследуют пролетающих мимо самок. Самцы также могут преследовать самцов своего вида и других пролетающих насекомых. Было замечено, что самцы Hybomitra hinei преследуют 8-миллиметровые шарики, выпущенные мимо них со скоростью 27—30 м/с. Считается, что самцы некоторых видов проявляют территориальность. Однако то, что может рассматриваться как антагонистическое взаимодействием между самцами, может быть обычным поведением преследования, направленным на любой объект соответствующего размера, движущийся в поле зрения. Отдельные самцы не обязательно постоянно используют определённый участок. Для некоторых видов обычным явлением является возникновение скоплений самцов на вершинах холмов. Для спаривания наиболее значимыми являются визуальные сигналы. Увеличенные верхние омматидии глаз самца могут быть более чувствительны к ультрафиолетовому излучению, что позволяет ему обнаружить быстро движущуюся самку на фоне неба, а меньшие нижние омматидии могут использоваться для обнаружения деталей

### Гонотрофический цикл
Самки многих видов слепней нуждаются в одной большой порции крови для того, чтобы отложить партию яиц. Между перевариванием крови и созреванием яиц существует тесная зависимость. Размер яйцеводов и фолликулов в них быстро увеличивается после принятия крови. Некоторые виды кровососущих двукрылых могут откладывать первую порцию яиц без питания кровью. Это явление было открыто в 1929 году Эмилем Рубо у комаров и названо автогенностью. У слепней автогенность установлена у большого числа видов: Chrysops nigripes, Chrysops relictus, Hybomitra lurida, Hybomitra lapponica, Hybomitra kaurii, Hybomitra tarandina, Tabanus bovinus, Atylotus fulvus, Haematopota pluvialis, Heptatoma pellucens и др.. У вида Apatolestes actites, по-видимому, яйца двух первых гонотрофических циклов развиваются автогенно, что является редкостью среди семейств кровососущих двукрылых. Один гонотрофический цикл занимает от 3 до 7 дней. В течение жизни может завершится до трёх циклов, однако в большинстве случаев самки погибают после второго гонотрофического цикла.

### Паразиты и хищники
Паразитов насекомых разделяют в зависимости от стадии жизненного цикла на паразитов яиц, паразитов личинок и куколок и паразитов имаго. Из яйцевых паразитов у слепней наиболее широко распространены яйцееды из семейств Scelionidae и Trichogrammatidae: Telenomus tabani, Telenomus oophagus и Trichogramma evanescens. Они могут уничтожить до 60 % отложенных яиц, а в однослойных кладках рода Chrysops может погибнуть до 90 %. Из хищников кладки слепней поедают божьи коровки и стафилиниды. В личинках и куколках слепней паразитируют черви семейства Mermithidae, наездники Trichoglena complanatus, Trichopria и Diglochis, тахины и жужжала. Из имаго и личинок слепней извлекали волосатиков семейства Gordiidae. На одной личинке может паразитировать до 9 волосатиков. Доля заражённых личинок от 20 до 63 %. Эктопаразитами взрослых слепней являются клещи-краснотелки. Врагами слепней являются осы, ктыри, стрекозы, муравьи, пауки, а также птицы. Осы бембексы кормят слепнями своих личинок.
Для регуляции популяций слепней более важными, чем хищники и паразиты, могут оказаться патогенные микроорганизмы: энтомопатогенные грибы и микроспоридии. Личинки и имаго поражаются энтомопатогенными грибами Coelomomyces milkoi и Metarhizium anisopliae. В естественных условиях грибами поражается около 25 % личинок, а в неволе до 75 %. В эксперименте личинки начали погибать от гриба Metarhizium anisopliae через 28 дней, а через 3,5 месяца гибель составила 100 %, заражённые этим грибом имаго погибли через неделю. Из паразитов личинок слепней описаны микроспоридии Plistophora tabani, Thelohania tabani, Octosporea tabani, Ameson hybomitrae, Vairimorpha hybomitrae, Stempellia lairdi. При инвазии микроспоридий наблюдается сильная гипертрофия клеток слюнных желёз. Поражённые личинки приобретают матово-белую окраску покровов тела, тогда как у здоровых через прозрачную кутикулу видны внутренние органы.

## Распространение
Слепни населяют все континенты, кроме Антарктиды. Наибольшее влияние на распространение слепней оказывает климат. Хотя многие слепни питаются кровью позвоночных, зависимость от прокормителя, вероятно, не является абсолютным ограничивающим фактором их распространения. Распространению способствует способность взрослых слепней совершать длительные полёты над водой. Это подтверждается присутствием континентальных видов на прибрежных или даже довольно отдалённых островах, таких как Галапагосские острова, Маврикий, Фиджи и Самоа. Однако они отсутствуют на Гавайях, Исландии, Гренландии. Максимальное разнообразие слепней отмечено в тропических областях, но богатую фауну могут иметь и влажные умеренные регионы. Многие виды слепней являются привязанными к определённым ландшафтным и климатическим зонам. В горах граница распространения доходит почти до кромки вечных снегов.
Самым высоким видовым разнообразием слепней обладает Неотропическая область, где известно 1217 видов, в Ориентальной области отмечено 955 видов. В Афротропике обитает 747 видов, в Палеарктике — 675, в Австралазии — 514 видов. В Неарктике зарегистрировано всего 326 видов.

## Систематика и классификация
В мировой фауне описано около 4400 видов, которые объединяют примерно 135—160 родов. Самым крупным родом в составе семейства является род Tabanus, который насчитывает по разным оценкам от 1200 до 1340 видов. В фауне России обнаружено 176 видов. Слепни — монофилетическая группа двукрылых, объединяемая с Athericidae, Pelecorhynchidae и Oreoleptidae в надсемейство Tabanoidea.
Первый род семейства Tabanus был описан Карлом Линнеем в книге «Система природы» в 1758 году, в состав этого рода Линней включил 12 видов. Автором семейства считается Пьер Латрей, выделивший его в 1802 году. В работе Латрея семейство называлось Tabanii и включало три рода Tabanus, Coenomyia и Dolichopus. Выделение надродовых групп слепней впервые предложил Фридрих Лёв, разделивший в 1860 году семейство на два подсемейства Tabaninae и Pangoniinae по наличию шпор на задних голенях. В 1913 году бразильский диптеролог Адольфо Лутц, придав группам Лёва статус секций, разделил каждую на три подсемейства. Немецкий учёный Гюнтер Эндерляйн разделил слепней уже на 10 подсемейств, ввёл в систематику слепней понятие трибы.
Австралийский диптеролог Иэн Маккеррас в 1954 году предложил наиболее распространённую классификацию слепней, основанную на особенностях терминалий самок и самцов и подходах, предложенных Вилли Хеннигом. По представлениям Маккерраса, семейство слепней разделяется на четыре семейства и десять триб. Наиболее филогенетически близкими подсемействами он считал Chrysopsinae и Tabaninae. Самостоятельность подсемейства Scepsidinae некоторые авторы ставят под сомнение. Это подсемейств встречаются в юго-восточной Африке и Бразилии. Для него характерна редукция ротовых частей у имаго. Некоторые авторы считают, что признаки объединяющие его представителей является результатом конвергентной эволюции. Согласно ревизии, сделанной группой учёных из США и Австралии в 2016 году на основании молекулярных данных, семейство слепней включает четыре подсемейства, три из которых разделяются на трибы.
- Подсемейство Chrysopsinae Lutz, 1905. 31 род, около 560 видов.
  - Триба Bouvieromyiini Séguy, 1930. 11 родов, около 150 видов[75]. Имеет преимущественно афротропическое распространение. Немногочисленно в Палеарктике, Неарктике, Ориентальной области и Австралазии. Отсутствует в Неарктике[10].
  - Триба Chrysopsini Blanchard, 1840. 7 родов, 338 видов[75]. Встречается по всему миру. Разнообразие снижается в Австралии и на юге Южной Америки[10].
  - Триба Rhinomyzini Enderlein, 1922. 14 родов, 69 видов[75]. Ареал трибы ограничен Афротропической и Ориентальной областям[10].
- Подсемейство Tabaninae Latreille, 1802. 82 рода, около 3160 видов[75].
  - Триба Diachlorini Enderlein, 1922. 60 родов и около 905 видов[75]. Встречаются во всех биогеографических регионах, но наиболее многочисленны в Австралазии и Неотропике[10].
  - Триба Haematopotini Enderlein, 1922. 4 рода и 565 видов[75]. Главным образом распространены в Афротропике (за исключением Мадагаскара), Палеарктике и Ориентальной области. Несколько видов есть в Неарктике. Отсутствуют в Австралии и Неотропике[10].
  - Триба Tabanini Latreille, 1802. 18 родов и 1690 видов[75]. Встречаются во всех биогеографических регионах. Отсутствуют на Тасмании, Новой Каледонии, Новой Зеландии и на крайнем юге Южной Америки[10].
- Подсемейство Pangoniinae Loew, 1860. 44 рода, около 660 видов.
  - Триба Goniopsini Lessard, 2014. Единственный вид Goniops chrysocoma встречается в США[85].
  - Триба Mycteromyiini Coscarón & Philip, 1979. 3 рода, 18 видов[75]. Распространение ограничено югом Неотропической области. Самки не кровососущие[10].
  - Триба Pangoniini  Loew, 1860. 20 родов, около 230 видов[75]. Встречаются на всех континентах, но наиболее многочисленны в Неотропике и Палеарктике. Многие виды не кровососущие[10].
  - Триба Philolichini Mackerras, 1954. 2 рода, 126 видов[75]. Главным образом встречаются в Африке. Отсутствуют на Мадагаскаре. Несколько видов есть в Австралии и Ориентальной области[10].
  - Триба Scionini  Enderlein, 1922. 18 родов, около 280 видов[75]. Распространение ограничено Австралазией и Южной Америкой. Один вид проникает в Неарктику[10].
- Подсемейство Scepsidinae Bequaert, 1930. 3 рода, 8 видов[86]. Встречается в Африке и Южной Америке. Самки не кровососущие[10].

Chrysops relictus (Chrysopsinae)
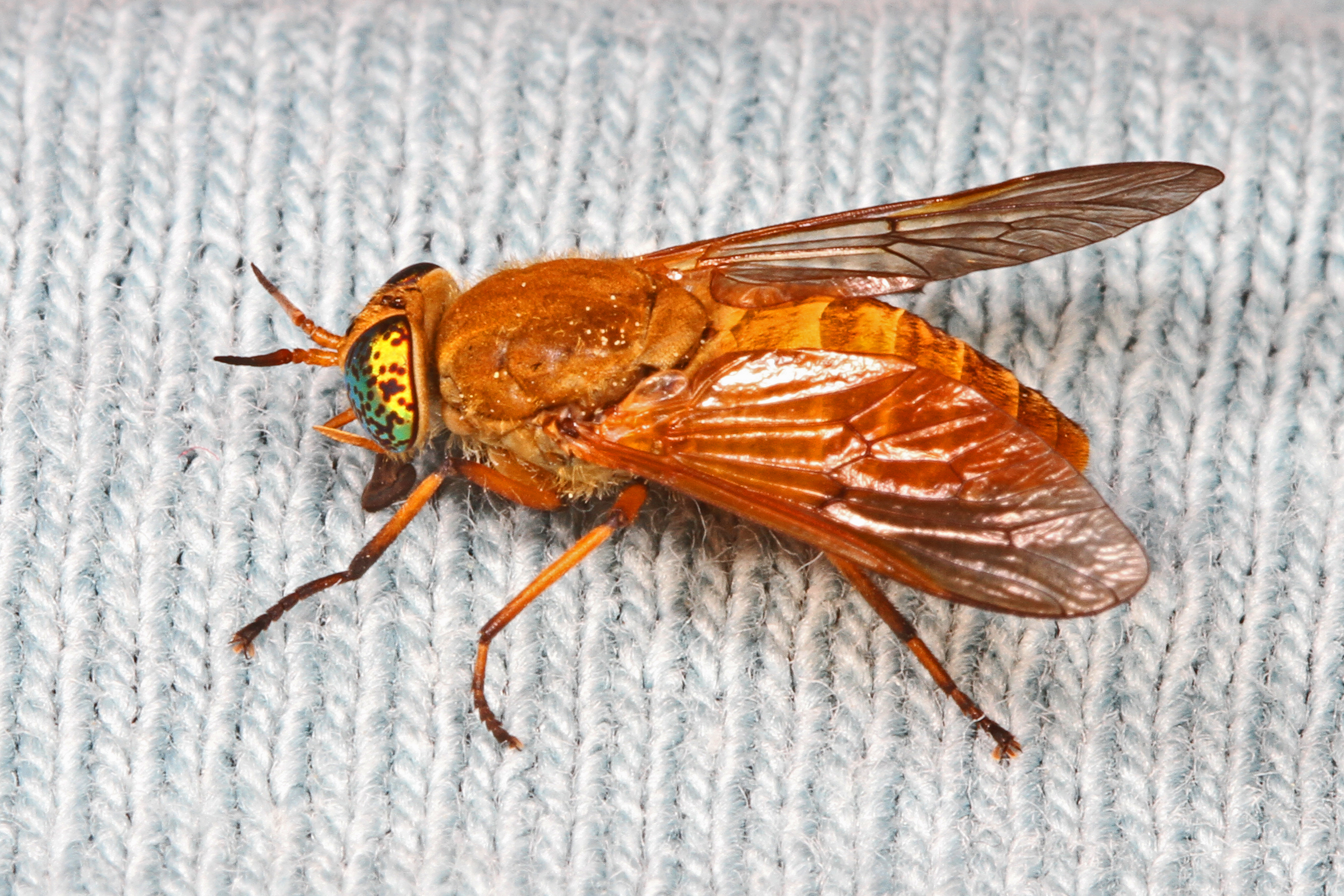
Silvius gigantulus (Chrysopsinae)
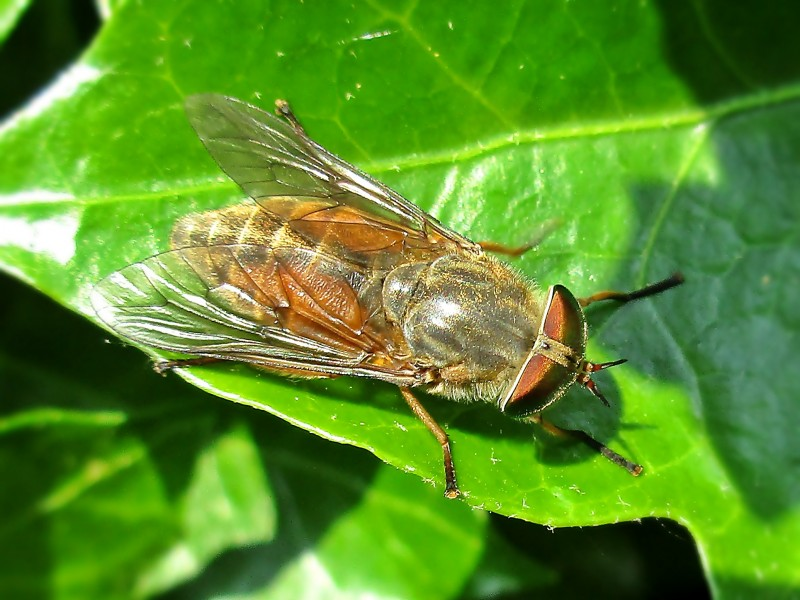
Hybomitra ciureai (Tabaninae)
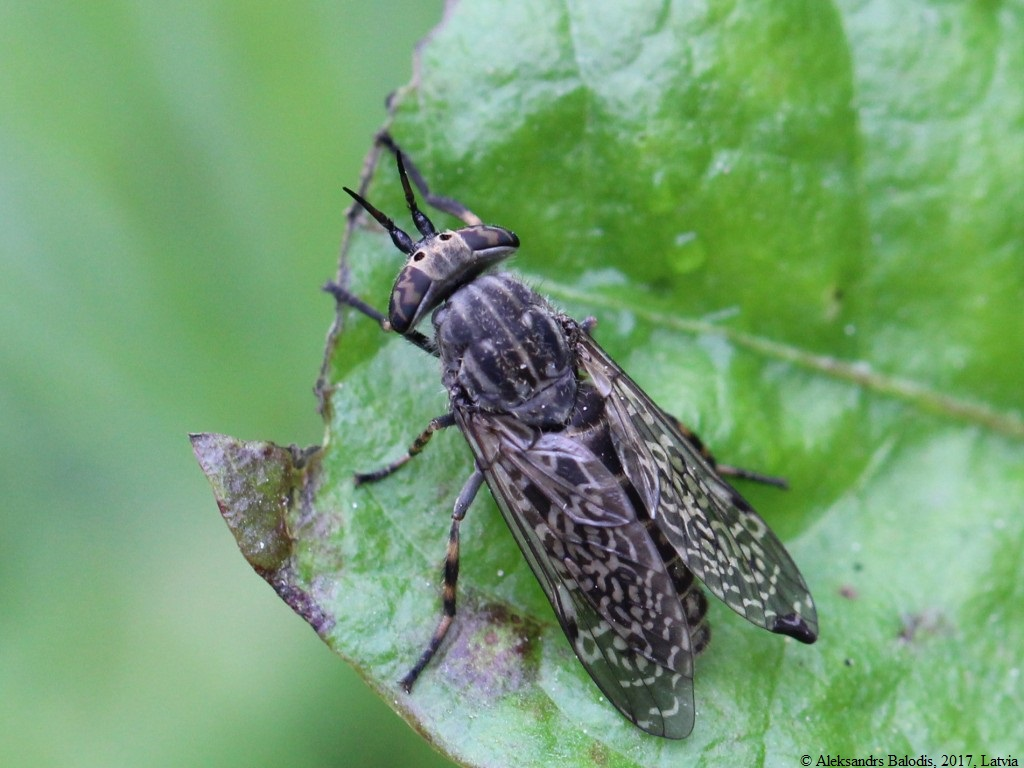
Haematopota pluvialis (Tabaninae)
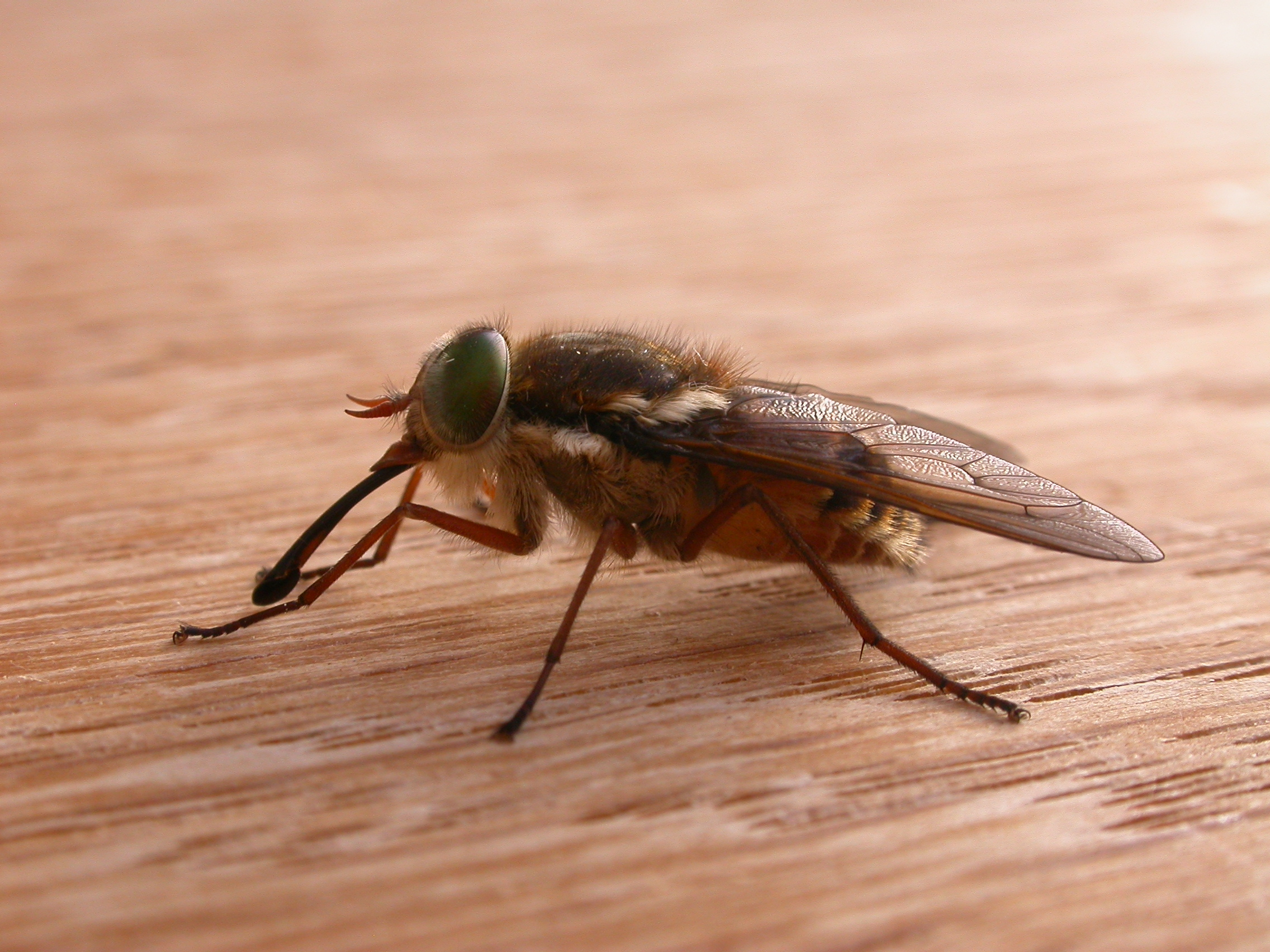
Scaptia maculiventris (Pangoninae)
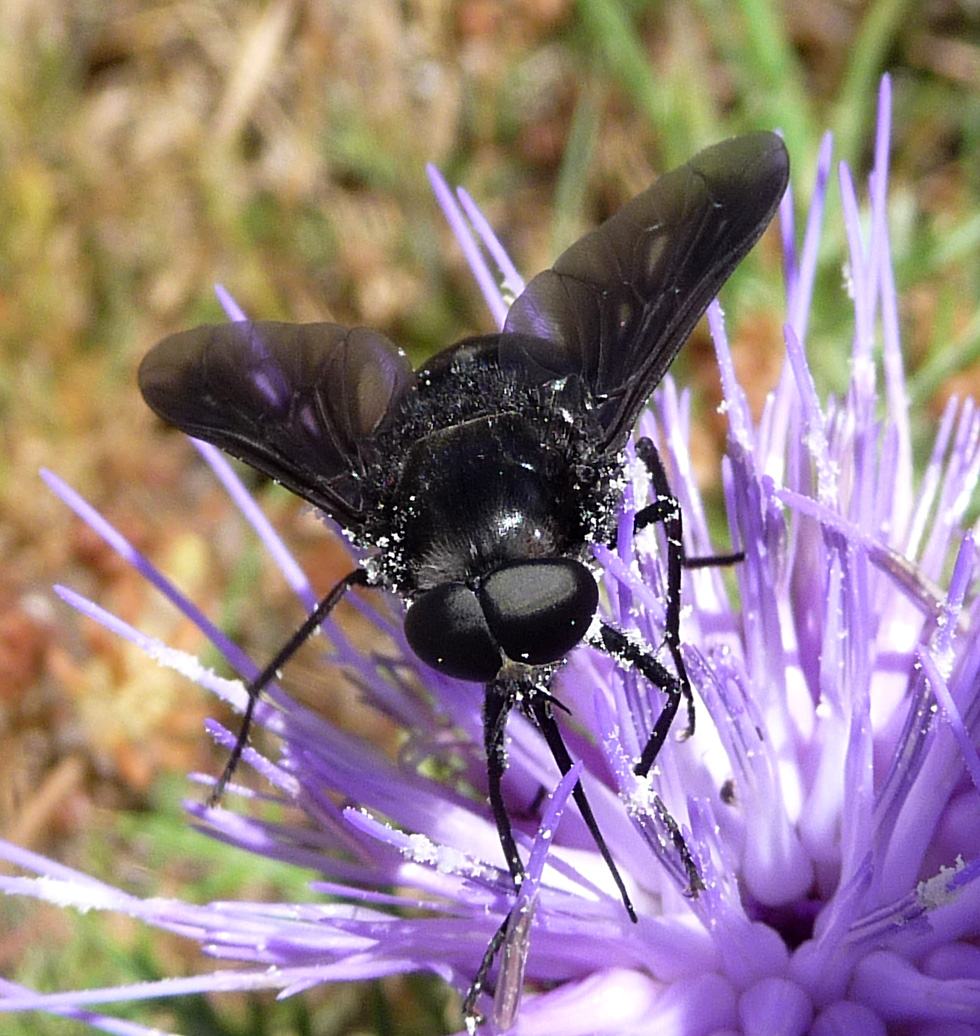
Pangonius sp. (Pangoninae)

## Цитогенетика
Хромосомный набор слепней изучен слабо. На 2010 год были известны кариотипы только 64 видов, принадлежащих к 5 родам из Палеарктики и Неарктики. Все изученные виды принадлежат к подсемействам Chrysopsinae или Tabaninae. Число хромосом у слепней варьирует от 4 (Chrysops shermani) до 13 (Haematopota subcylindrica) пар. Самая значительная разница в числе хромосом отмечена в роде Tabanus. Аутосомы имеют большую изменчивость по сравнению с половыми хромосомами. Самые короткие Х-хромосомы характерны для рода Atylotus и самые длинные у — Dasyrhamphis. Самки всех видов слепней имеют две X-хромосомы, а самцы X и Y-хромосому. В некоторых случаях морфологические различия между X- и Y-хромосомами не выражены и их трудно идентифицировать. Для слепней характерно значительное варьирование числа и формы хромосом в пределах рода в отличие от других кровососущих двукрылых мошек и комаров, которые в большинстве случаев имеют шесть пар хромосом.

## Палеонтология и эволюция
Слепни появились, вероятно, около 160 миллионов лет назад. Однако некоторые роды (Chrysops, Hybomitra, Haematopota), имеющие важные значение как кровососы, по-видимому, эволюционировали преимущественно за последние 20 миллионов лет. Ископаемые слепни относятся к 16 родам и 28 видам. Самые древние находки сделаны в отложениях нижнего мела в Великобритании (Eotabanoid lordi), Бразилии (Cratotabanus stenomyomorphus), США (Cratotabanus newjerseyensis), Китае (Palaepangonius eupterus и Eopangonius pletus) и Забайкалье в России (Baissomyia redita). Все они относятся к подсемейству Pangoniinae. Вероятно, меловые слепни не были кровососами и питались только нектаром. Уже на границе эоцена и олигоцена появляются слепни подсемейства Tabaninae, некоторые из них относятся к современным родам, самки которых, весьма вероятно, уже питались кровью теплокровных животных. Слепень судетский — это единственный современный вид слепней, известный и в ископаемом состоянии. Остатки этого вида обнаружены в плиоценовых отложениях Марокко, Германии и Польши.
На основе анализа родственных связей и распространения предполагают, что представители семейства развивались сначала в южной части Гондваны, а затем проникли на север.
Сестринской по отношению к слепням группой считается семейство Athericidae. Филогенетические отношения с другими близкими кладами показаны на схеме:

|  | Oreoleptidae                                              |
|  |                                                           |
|  | \| \| Athericidae \| \| \| \| \| \| Tabanidae \| \| \| \| |
|  |                                                           |
|  | Athericidae                                               |
|  |                                                           |
|  | Tabanidae                                                 |
|  |                                                           |

|  | Athericidae |
|  |             |
|  | Tabanidae   |
|  |             |

|  | Oreoleptidae                                              |
|  |                                                           |
|  | \| \| Athericidae \| \| \| \| \| \| Tabanidae \| \| \| \| |
|  |                                                           |
|  | Athericidae                                               |
|  |                                                           |
|  | Tabanidae                                                 |
|  |                                                           |

|  | Athericidae |
|  |             |
|  | Tabanidae   |
|  |             |

|  | Oreoleptidae                                              |
|  |                                                           |
|  | \| \| Athericidae \| \| \| \| \| \| Tabanidae \| \| \| \| |
|  |                                                           |
|  | Athericidae                                               |
|  |                                                           |
|  | Tabanidae                                                 |
|  |                                                           |

|  | Athericidae |
|  |             |
|  | Tabanidae   |
|  |             |

|  | Oreoleptidae                                              |
|  |                                                           |
|  | \| \| Athericidae \| \| \| \| \| \| Tabanidae \| \| \| \| |
|  |                                                           |
|  | Athericidae                                               |
|  |                                                           |
|  | Tabanidae                                                 |
|  |                                                           |

|  | Athericidae |
|  |             |
|  | Tabanidae   |
|  |             |

|  | Oreoleptidae                                              |
|  |                                                           |
|  | \| \| Athericidae \| \| \| \| \| \| Tabanidae \| \| \| \| |
|  |                                                           |
|  | Athericidae                                               |
|  |                                                           |
|  | Tabanidae                                                 |
|  |                                                           |

|  | Athericidae |
|  |             |
|  | Tabanidae   |
|  |             |

|  | Oreoleptidae                                              |
|  |                                                           |
|  | \| \| Athericidae \| \| \| \| \| \| Tabanidae \| \| \| \| |
|  |                                                           |
|  | Athericidae                                               |
|  |                                                           |
|  | Tabanidae                                                 |
|  |                                                           |

|  | Athericidae |
|  |             |
|  | Tabanidae   |
|  |             |

|  | Oreoleptidae                                              |
|  |                                                           |
|  | \| \| Athericidae \| \| \| \| \| \| Tabanidae \| \| \| \| |
|  |                                                           |
|  | Athericidae                                               |
|  |                                                           |
|  | Tabanidae                                                 |
|  |                                                           |

|  | Athericidae |
|  |             |
|  | Tabanidae   |
|  |             |

|  | Oreoleptidae                                              |
|  |                                                           |
|  | \| \| Athericidae \| \| \| \| \| \| Tabanidae \| \| \| \| |
|  |                                                           |
|  | Athericidae                                               |
|  |                                                           |
|  | Tabanidae                                                 |
|  |                                                           |

|  | Athericidae |
|  |             |
|  | Tabanidae   |
|  |             |

## Значение в жизни человека
Слепни являются составной частью гнуса, активно нападающего на человека и домашний скот. Значительный вред слепни наносят животноводческой отрасли, нападая на скот, что вызывает беспокойство животных, а болезненные укусы, потеря крови и интоксикация изнуряют животных, приводя к снижению удоев, потере массы тела и общему снижению продуктивности. Насекомые часто нападают на людей, особенно во время их купания, физической работы, или нахождения возле водоёмов, когда тело смочено водой или потом. Наибольшее патогенное значение слепней в Палеарктике отмечено в таёжной зоне. При благоприятных для развития слепней условиях становится невозможным пребывание скота на пастбищах. По наблюдениям в Московской области, на одно животное за 5 минут может нападать до 500 слепней. Это приводит к снижению продуктивности скота. Отмечено, что к старым животным присасывается больше слепней, чем к молодым. В тундровой зоне в пик численности слепней северные олени на поиски корма затрачивают от 10 до 40 % времени, остальное время пытаются скрыться от слепней. Кроме того, укусы слепней сами по себе довольно болезненны. В место укола выделяется слюна с антикоагулянтами и токсинами. Токсические вещества, находящиеся в слюне, приводят к покраснению и болезненному отёку кожи. Антикоагулянты препятствуют свёртыванию крови, вызывают длительное кровотечение из ранок, которые долго не заживают. Животные расчёсывают места укусов до образования ран, что приводит к развитию дерматитов, в плохую погоду болезненное состояние кожи ещё больше усиливается, потому что начинается омертвение особо пострадавших мест. Это привлекает других кровососущих насекомых. Экспериментально доказано эпидемиологическое и эпизоотологическое значение слепней. Они являются переносчиками опасных заболеваний человека, домашнего скота и диких животных: сибирской язвы, туляремии, листериоза, клещевого энцефалита, некоторых форм трипаносомозов, филяриозов, чумы свиней, инфекционной анемии лошадей, а также болезней крупного рогатого скота, верблюдов и лошадей. В таёжной зоне около 80 % случаев сибирской язвы передаётся именно слепнями. В большинстве случаев перенос возбудителей слепнями происходит механически на хоботке во время кровососания. Сохранение возбудителя в организме слепней зависит от химического состава внутренней среды (прежде всего от концентрации сахаров) и от состава симбиотической микрофлоры. В Африке некоторые виды рода Chrysops являются специфическими переносчиками лоаоза. Описаны случаи выделения из слепней возбудителей Ку-лихорадки (риккетсия Бернета), вируса группы клещевого энцефалита и др.
На теле слепней обнаружены грибы Penicillium, Aspergillus, Mucor, Trichoderma, Acremonium, Aureobasidium, некоторые из них могут быть патогенными или вызывать аллергические реакции у человека. Аллергическая реакция в ответ на укус слепня может быть достаточно сильной, вплоть до развития анафилактического шока.

## Охрана
В Красный список угрожаемых видов МСОП с охранным статусом уязвимого вида (VU) включён вид слепней Brennania belkini, обитающий в Северной Америке. К группе исчезнувших видов (EX) относится Stonemyia velutina. В региональные Красные книги России занесены виды: Tabanus smirnovi в Республике Крым, Therioplectes tricolor в Краснодарском крае и Севастополе и Pangonius pyritosus в Белгородской области. Слепень Pangonius pyritosus включён в Красную книгу Польши.

## Слепни в культуре

### В геральдике
Изображение слепней встречается на гербах нескольких муниципалитетов Франции. На гербе коммуны Таон-ле-Вогез (от фр. thaon— «слепень») изображён золотой слепень с серебряными крыльями на голубом фоне. На гербе бывшей коммуны Бремельбах (с 1973 года называется Клебур) слепень изображён над волной. По одному из предположений, название этой коммуны происходит от нем. Bremsel-Bach— «ручей слепней». На гербе коммуны Вильбон-сюр-Ивет изображены два слепня в верхних углах, что является напоминанием о местной семье de Thous, которая владела этой территорией. На гербе коммуны Аспен-ан-Лаведан корова окружена тремя слепнями, что указывает на привлечение крупным рогатым скотом большого количества слепней, наносящих вред местным жителям и туристам. Слепни были изображены на гербе папы римского Урбана VIII (в миру Маффео Барберини). Первоначально фамилия семьи была Тафани (от итал. tafano— «слепень»), потом Тафани-Барберини. Герб состоял из трёх золотых слепней на червлёном фоне, позднее фон щита был изменён на синий, слепни превращены в пчёл.

Герб коммуны Аспен-ан-Лаведан
Герб Таон-ле-Вогез
Герб Вильбон-сюр-Ивет
Герб Урбана VIII

### В литературе
Во многих текстах мифов слепни ошибочно идентифицируются как овода. В античных греческих мифах после того, как Гермес убил многоглазого неусыпного стража Аргуса и освободил превращённую в корову любовницу Зевса Ио, Гера наслала на неё слепня. Насекомое жалило несчастную Ио во время её странствий по Европе, Азии и Африке. Миф и страдания Ио от слепня обыграны в трагедии афинского драматурга Эсхила «Прометей прикованный». В «Божественной комедии» Данте на ростовщиков в аду нападают кровососущие насекомые. В некоторых переводах этого произведения нередко место слепней занимают оводы.

Так чешутся собаки в полдень жгучий,

Обороняясь лапой или ртом

От блох, слепней и мух, насевших кучей.
Оригинальный текст (итал.)Non altrimenti fan di state i cani

Or col ceffo, or col piè, quando son morsi

O da pulci, o da mosche, o da tafani 
— Данте Алигьери, «Божественная комедия» (пер. М. Лозинского)
Образ слепня появляется в пьесах Шекспира «Король Лир» и «Антоний и Клеопатра». Муха с синим хвостом (Blue tail Fly) в менестрельской песне Jimmy Crack Corn, вероятно, является слепнем Tabanus atratus. Этот обычный для юго-восточных штатов США вид имеет сине-чёрное брюшко.
Самый известный роман писательницы Этель Лилиан Войнич в оригинале называется «The Gadfly». На русский язык он традиционно переводится как «Овод». Главный герой романа писал под псевдонимом Le Taon. Английское слово «gadfly» означает и любое кусающее, жалящее насекомое, так или иначе донимающее домашних животных, и человека, раздражающего или провоцирующего других постоянной критикой. Слово taon переводится с французского языка как «слепень», а «овод» по-французски — œstre. Название романа могло быть переведено и как «Слепень», так как взрослый овод не кусает и не доставляет скоту болезненных ощущений.

— Не он ли пишет политические фельетоны во французских газетах под псевдонимом Le Taon?
— Да. По большей части коротенькие статейки и юмористические фельетоны. Апеннинские контрабандисты прозвали Ривареса Оводом за его злой язык, и с тех пор он взял себе этот псевдоним.
Оригинальный текст (англ.)—Is that the man who writes political skits in the French papers under the name of «Le Taon»?

—Yes; short paragraphs mostly, and comic feuilletons. The smugglers up in the Apennines called him «the Gadfly» because of his tongue; and he took the nickname to sign his work with.

— Э. Л. Войнич «Овод» (пер. Н. Волжиной)